# Kim Taek-yong
Kim Taek-yong, noto anche con lo pseudonimo di Bisu (Yesan, 3 novembre 1989), è un videogiocatore sudcoreano di StarCraft: Brood War e StarCraft II.
Soprannominato The Revolutionist dai suoi fan, è stato uno dei Protoss di maggior successo in Brood War dal 2007 al 2012.

## Biografia
La carriera di Bisu inizia nel 2005, ma è nel 2007 che ottiene il primo grande successo, battendo per 3-0 sAviOr nella finale della GOMTV MSL Season 1. Si aggiudica anche il titolo successivo, vincendo per 3-2 contro Stork, ma non riesce a vincere il terzo, perdendo in finale contro Mind. Dopo aver cambiato team nel febbraio 2008 (passando da MBCGame Hero a SK Telecom T1), entra in un periodo di crisi di una durata di circa sei mesi, ma verso ottobre riprende a vincere, conquistando il terzo MSL in finale contro JangBi.
Dopo il passaggio a StarCraft II nel 2012, Bisu non ottiene alcun risultato significativo, e si ritira nel settembre 2013.

## Statistiche
|            | Vittorie | Sconfitte | %      |
| ---------- | -------- | --------- | ------ |
| vs Terran  | 159      | 90        | 63,86% |
| vs Zerg    | 155      | 69        | 69,20% |
| vs Protoss | 122      | 71        | 63,21% |
| Totale     | 436      | 230       | 65,47% |

## Risultati
- 2007 Vincitore del GomTV MSL Season 1
- 2007 Vincitore del GomTV MSL Season 2
- 2007 Secondo al GomTV MSL Season 3
- 2008 Vincitore del ClubDay MSL